# Guillaume Pepy

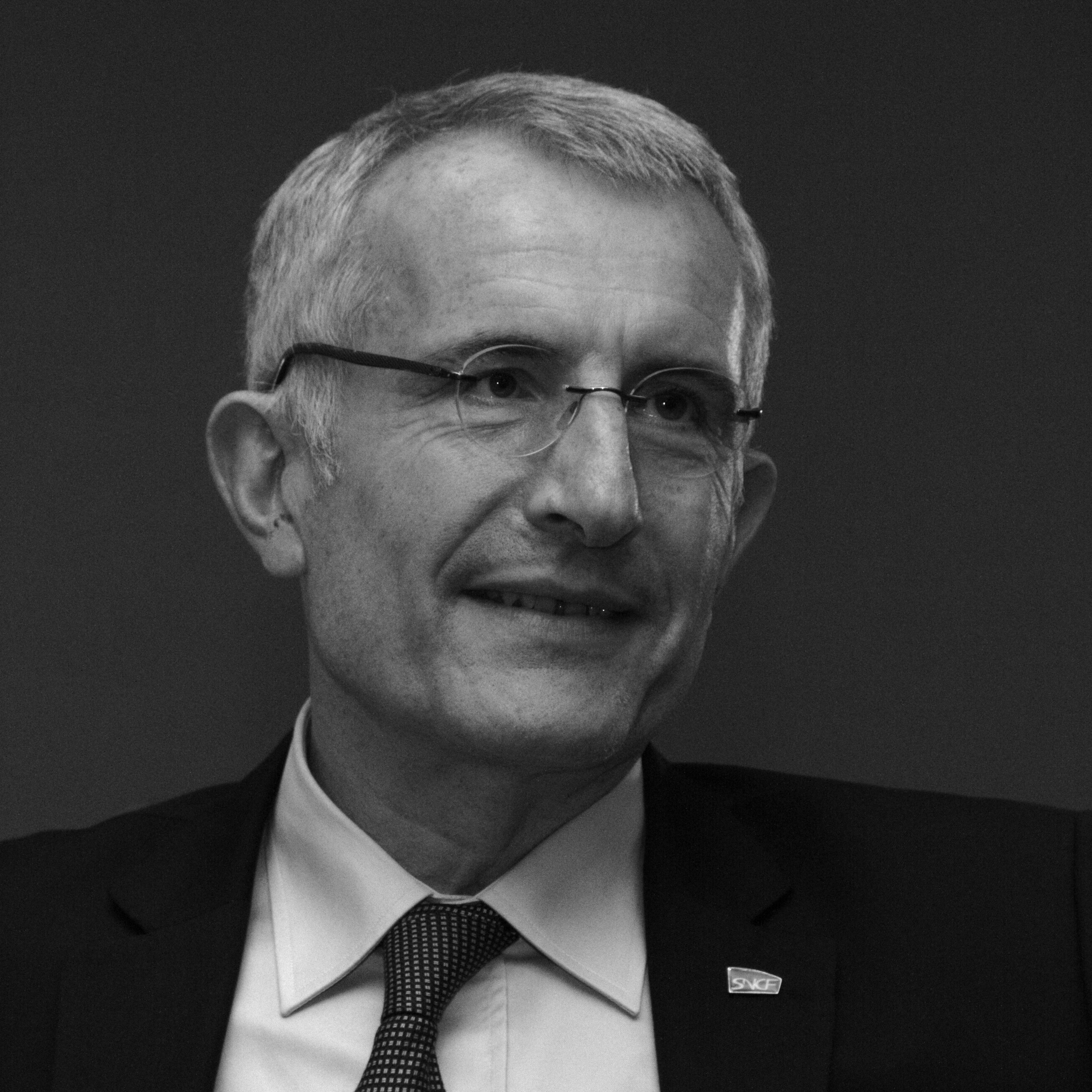
Guillaume Pepy (2013)

Guillaume Pepy (* 26. Mai 1958 in Neuilly-sur-Seine) ist ein französischer Regierungsbeamter und Manager. Von 2008 bis 2019 war er Präsident der staatlichen französischen Eisenbahngesellschaft SNCF.

## Leben
Pepy wurde im Pariser Vorort Neuilly als Sohn eines Rechtsanwalts und einer Chefsekretärin geboren. Er besuchte die Privatschule École Alsacienne im 6. Pariser Arrondissement, anschließend das Institut d’études politiques de Paris (IEP) und schließlich die École nationale d’administration (ENA), wo er der Promotion Louise Michel (Abschlussjahr 1984) angehörte.
Unmittelbar nach Abschluss der ENA wurde er 1984 Auditeur im Conseil d’État, 1987 stieg er dort zum Maître des requêtes auf und von 1987 bis 1988 war er stellvertretender Generalsekretär des Conseil d’État.
Ab 1988 war er in verschiedenen Ministerien tätig, von 1988 bis 1990 leitete er das Büro des Verwaltungsratspräsidenten der Staatsbahn SNCF. Dann war er Leiter des Ministerbüros (Directeur de cabinet) bei Michel Durafour (Minister für den öffentlichen Dienst) und ab 1991 in gleicher Funktion bei der Arbeitsministerin Martine Aubry (PS).
1993 wurde er für die SNCF tätig, wo er zunächst (bis 1994) unter PDG Jean Bergougnoux Direktor für Strategie und Planung wurde, anschließend 1995 Direktor für Wirtschaft, Strategie und Investitionen.
Nach einer Tätigkeit für den Marktforschungskonzern Sofres von 1995 bis 1997 als stellvertretender Generaldirektor kehrte er 1997 zur SNCF zurück, wo er unter Konzernchef Louis Gallois zunächst bis 1998 Direktor für den Bereich Fernverkehr war. Von 1998 bis 2003 war er verantwortlich für Kundenbeziehungen, den Regionalverkehr, den Fernverkehr, der Transilien-Züge des Großraums Paris sowie für die Bahnhöfe und das rollende Material. Seit dem Jahr 2000 war er Mitglied des Exekutivkomitees der SNCF. 2003 wurde Pepy Directeur général exécutif der SNCF, womit Gallois ihn zur Nummer 2 im Konzern machte.
Im Jahr 2008 wurde er nach anfänglich zögernder Haltung der Regierung unter Staatspräsident Nicolas Sarkozy zum Konzernchef der SNCF, großenteils wegen seines guten Ansehens bei den Sozialpartnern. 2013 wurde unter Sarkozys Nachfolger François Hollande Pepys Mandat erneuert. Sein Nachfolger an der Spitze des Bahnkonzerns wurde am 1. November 2019 Jean-Pierre Farandou.

## Schaffen
Während seiner Tätigkeit für Arbeitsministerin Martine Aubry erwarb sich Pepy den Ruf eines ausgezeichneten Unterhändlers, was ihm nachhaltigen Respekt insbesondere bei den Gewerkschaften einbrachte.
Pepy war wesentlich beteiligt am Eintritt der SNCF in das digitale Zeitalter, so an der Schaffung des Webportals voyages-sncf.fr (2000) und der Low-cost-Tochtergesellschaft iDTGV für den Fernverkehr 2004. Ebenso führte er ein System variabler Fahrpreise nach dem Vorbild des Flugverkehrs ein.
Als Konzernchef ab 2008 oblagen dem als linksliberal geltenden Pepy zwei weitreichende Reformaufgaben: die Öffnung des französischen Schienenverkehrs für die Konkurrenz sowie die Modernisierung der besonders stark defizitären Güterverkehrssparte.
Als Anhänger des Hochgeschwindigkeitszug-Netzes TGV strebte und strebt er dessen weiteren Ausbau an und scheut nicht vor der Schließung von Regionalverkehrslinien zurück.
Auch stark mediatisierte Pannen und Unfälle wie die von Brétigny-sur-Orge 2013 und Eckwersheim 2015 führten nicht zu seiner Ablösung. Kein Politiker forderte nach diesen Ereignissen, dass Pepy an der Spitze der SNCF ersetzt werden solle.

### Kritik
Im Jahr 2013 berichtete der französische Rechnungshof Cour des Comptes über sehr hohe Ausgaben der SNCF für Öffentlichkeitsarbeit; diese hatten sich zwischen 2007 und 2011 auf etwa 210 Millionen Euro pro Jahr belaufen. Der Rechnungshof beklagte verschwenderische Ausgaben und regelwidrige Auftragsvergaben. Der Radiosender France Inter berichtete, Pepy persönlich habe die Werbeagenturen unter Umgehung der Ausschreibungspflicht ausgewählt.

## Privatleben
Sein langjähriger Lebenspartner war Richard Descoings, der Leiter des IEP Paris, den Pepy während seiner Tätigkeit im Conseil d’État kennengelernt hatte. Die enge Verbindung zwischen Pepy und Descoings bestand auch nach Descoings’ Heirat mit der stellvertretenden IEP-Direktorin Nadia Marik 2004 fort. Nach Descoings’ plötzlichem Tod in New York 2012 reiste Pepy zur Überführung des Leichnams dorthin; Todesanzeigen für Descoings wurden von Marik und Pepy gemeinsam veröffentlicht.

## Ehrungen und Auszeichnungen
2001 wurde Guillaume Pepy zum Ritter der Ehrenlegion ernannt, 2006 zum Offizier des nationalen Verdienstordens Ordre national du Mérite.